# Corrado Barazzutti
Corrado Barazzutti (Údine, 19 de fevereiro de 1953) é um ex-tenista profissional italiano.